# Treehouse of Horror XXXV
«Treehouse of Horror XXXV» (titulado «La casita del horror XXXV» en Hispanoamérica y «La casa-árbol del terror XXXV» en España) es el quinto episodio de la trigésimo sexta temporada de la serie de televisión animada estadounidense Los Simpson, y el 773 en total, se emitió en los Estados Unidos en Fox el 3 de noviembre de 2024. Es el 35 episodio de Treehouse of Horror y, como los demás episodios, consta de tres segmentos autoconclusivos: «The Information Rage» (una parodia de Pacific Rim), «The Fall of the House of Monty» (una parodia de La caída de la casa Usher), y «Denim» (una parodia de Venom). El episodio fue escrito por Matt Selman, Dan Vebber y Rob LaZebnik y dirigido por Timothy Bailey.
En este episodio, la indignación política hace que los kaiju destruyan la ciudad, el Sr. Burns es perseguido por los fantasmas de los trabajadores de su fábrica, y un par de vaqueros alienígenas toman a Homer como anfitrión. Salvo en la secuencia especial de títulos, Maggie Simpson no aparece en el episodio. El episodio recibió críticas positivas.

## Trama

### «The Information Rage»
En una parodia de las películas de Pacific Rim, los habitantes del pueblo reciben bombillas LED gratis gracias a la defensa de Lisa. Los habitantes están encantados de ahorrar dinero hasta que se enteran de que es una idea progresista. Esto enfada a medio pueblo.
Marge y Lisa se preguntan de dónde viene el enfado y a dónde va. Mientras las noticias avivan la ira de liberales y conservadores, un kaiju rojo surge del mar y comienza a destruir las partes del pueblo que gustan a los liberales. Del mismo modo, un kaijū azul llega para destruir las partes que gustan a los conservadores. Los dos monstruos comienzan a luchar entre sí.
El profesor Frink crea un gran robot controlado por dos hermanos para detenerlos. Bart y Lisa son seleccionados y realizan un mal trabajo debido a sus discusiones. Cuando aparecen más kaiju (basados en 4chan, Facebook, Reddit y Joe Rogan), los hermanos aprenden a trabajar en equipo y los ahuyentan. Advierten al pueblo de que no debe alimentar a los kaiju con su rabia y que debe abrazar lo que tienen en común. Tres ciclos de noticias después, los kaiju se han vuelto más poderosos y han destruido el robot y la ciudad.

### «The Fall of the House of Monty»
En la época victoriana, el Sr. Burns invita a los trabajadores de su fábrica de jarabe de maíz a su mansión para la cena de Acción de Gracias. Les permite cenar si uno de ellos le vence tirando de un hueso de la suerte. Cuando el jardinero Willie le vence, Burns deja caer la comida por una trampilla, presa de una ira arrogante, impidiéndoles comer. Agnes Skinner le advierte que será maldecido por no cumplir la promesa del hueso de los deseos. Al día siguiente, en la fábrica, un hambriento Homer cae en una cuba de jarabe de maíz hirviendo. Al intentar escapar, inunda la fábrica de sirope de maíz y todos mueren.
Ese viernes por la noche, en la mansión, Burns recibe la visita de los fantasmas hambrientos de los trabajadores. Le persiguen y él intenta darles de comer para detenerlos. En lugar de eso, quieren su alma, así que Burns se echa aceite de maíz encima y se quema en la chimenea, provocando que la mansión arda hasta los cimientos. Aunque Burns se olvida del Infierno, ya que es llevado a él.
El sábado, Waylon Smithers y el Actor Secundario Mel investigan el incendio y averiguan lo sucedido. Mientras Actor Secundario Mel afirma que el viernes después de Acción de Gracias será conocido como Viernes Negro, él y Smithers agarran una costilla y la arrancan justo después de que la pantalla corte a negro. 

### «Denim»
En una parodia de Venom, Homer está comprando pantalones para impresionar a Marge, que trabaja en una cafetería cercana. Unos vaqueros llegan a la Tierra y Homer se los prueba. Visita a Marge justo cuando Snake intenta robar en la cafetería. Los vaqueros, que controlan las piernas de Homer, lo someten e impresionan a Marge. Cuando llega la policía, los vaqueros hacen huir a Homer.
El vaquero se presenta como Denim, un simbionte de otro planeta que necesita un huésped para sobrevivir en la Tierra. A cambio de tener a Homer como huésped, Denim le ayuda a seducir a Marge ayudándole a bailar, pero no pueden mantener relaciones sexuales porque él no puede quitarse a Denim.
A medida que su relación progresa, Denim impide que Homer revele la verdad a Marge porque piensa que Homer se deshará de él. Homer emborracha a Denim, lo que permite a Marge deshacerse de él. Enfurecido, Denim intenta matar a Marge. Homer detiene a Denim, eligiendo a regañadientes salvar su amistad y romper con Marge.
Homer le da las gracias a Denim por dejar vivir a Marge. Denim menciona que su especie está llegando a la Tierra. Se muestra entonces que más vaqueros están empezando a llegar a la Tierra.

## Producción
Antes del primer segmento, el animador Jorge R. Gutiérrez creó una introducción con un estilo de animación diferente en la que aparecen los personajes de Los Simpson, así como los personajes de El libro de la vida, La Muerte y Xibalba, en un videojuego de lucha libre al que juegan Kang y Kodos. Una versión punk rock de la música de Jarabe tapatío compuesta por Juan Carlos Enríquez se reproduce sobre el segmento con letras cantadas por Gutiérrez, Enríquez, y el productor del segmento Tim Yoon.
El primer segmento fue escrito por Rob LaZebnik, que también ejerció de codirector del episodio. Planteó la idea de la rabia de las redes sociales y las noticias al productor ejecutivo Matt Selman, quien sugirió utilizar monstruos kaijū. El segmento es una parodia de la franquicia Pacific Rim. Selman dijo que el segmento era un comentario de la rabia en ambos lados del pasillo político donde la gente eligió «ira sobre lo común».
El segundo segmento fue escrito por Dan Vebber, a quien le gustaban las películas de terror de Hammer Film Productions. Fue escrito originalmente para el episodio de la trigésimo primera temporada «Thanksgiving of Horror». Sin embargo, ese episodio se alargó porque el segmento no cabía en el tiempo asignado. A los creadores les resultó difícil animar los jump scares, algo que se comentó en el segmento.
El tercer segmento fue idea de Selman y es una parodia de la película Venom de 2018. Pensó en la parodia varios años antes y se puso rápidamente en producción tras la huelga de guionistas del año anterior para ponerse al día con el calendario de producción. Los vaqueros que Homer lleva en el segmento «Denim» fueron animados por Stoopid Buddy Stoodios utilizando animación stop motion. Kevin Michael Richardson puso voz al personaje de Denim. Después de que Homer y Marge intentaran mantener relaciones sexuales mientras Homer llevaba vaqueros, se suponía que Marge comentaría que había sido «la mejor follada en seco de mi vida». Selman declaró que se exigió a los productores que cambiaran la línea, y la frase «dry humping» se cambió por «outer course».
En julio de 2024, en la Comic-Con de San Diego, Selman grabó los gritos del público del panel de Los Simpson para utilizarlos en este episodio. Los gritos se reprodujeron sobre el logotipo de Gracie Films durante los créditos finales.

## Recepción

### Audiencia
El episodio, que se emitió en un programa doble de la NFL, obtuvo una audiencia de 0,93 y fue visto por 3,18 millones de espectadores, siendo el programa más visto de Fox esa noche.

### Respuesta de la crítica
Daniel Kurland de Bloody Disgusting opinó que el segmento «Fall of the House of Monty» era el mejor, destacando el gore y el estilo de animación de la película antigua. También pensó que el segmento «Denim» se basaba en un «juego de palabras tonto», pero le gustó la combinación de animación tradicional y stop motion. También le gustaron los efectos visuales de la apertura de Gutiérrez, pero pensó que estaba «desconectada del resto del episodio». John Schwarz de Bubbleblabber dio al episodio un 7 sobre 10. Destacó la apertura de Gutiérrez y pensó que el segmento «Denim» fue el mejor debido a su colaboración con Stoopid Buddy y una trama que recuerda a las primeras temporadas. Pensó que el segmento «Information Rage» no tenía suficiente profundidad en su comentario político.
Mike Celestino de Laughing Place pensó que la calidad del episodio estaba a la altura de episodios anteriores de Treehouse of Horror en los que los guionistas y actores pueden ser más creativos, pero señaló que los episodios estándar también tenían más «salidas conceptuales “no canónicas”» en las últimas temporadas. Nick Valdez de Comicbook.com situó este episodio en el puesto número 12 de su lista de todos los episodios de la temporada. Elogió la animación, la intro y el segmento inspirado en Acción de Gracias del Sr. Burns, pero consideró que «no era el mejor especial de Treehouse of Horror que hemos tenido esta temporada», ya que «esta temporada tiene más impacto con Treehouse of Horror más adelante».